# Ole Andreas Øverland
Ole Andreas Øverland, född 17 mars 1855 i Trondheim, död 20 juni 1911, var en norsk historiker.
Han var 1879-85 assistent i riksarkivet, men lämnade denna plats för att uteslutande ägna sig åt sitt livsverk, Illustreret Norges historie (5 band, 1885-95; folkupplaga i 12 band, utan illustrationer, 1887-98), den första utförliga sammanhängande skildringen av Norges historia från äldsta tider till 1814, delvis en frukt av förstahandsforskningar. Stortinget uppmuntrade några år efteråt med ett årligt understöd hans historiska författarskap. Øverland skrev även en mängd artiklar rörande Norge i Nordisk familjebok.

## Andra verk (urval)
- Armfeldts tog Nordenfjelds 1718 (i "Historiska tidsskrift", 1878)
- Vikingetog og vikingefærder (1896)
- Borgerne paa Fredrikshald. Skildringer fra krigen 1716 (1897)
- Af sagnet og historien (1898)
- Korstogenes historie (1900)
- Det kgl. selskap for Norges vels historie gjennem hundre åar 1809-1901 (ofullbordad)
- Norske historiske fortællinger (1895-98)